# ワット・ゴーズ・アラウンド.../... カムズ・アラウンド
「ワット・ゴーズ・アラウンド.../... カムズ・アラウンド」（What Goes Around...Comes Around）は、アメリカ合衆国の歌手ジャスティン・ティンバーレイクの2作目のソロ・スタジオ・アルバム『フューチャー・セックス/ラヴ・サウンズ』からの楽曲。楽曲は、ジャスティンとティンバランド、デンジャーの2人のコラボレーターとのあいだで、ティンバランドのスタジオ所在地バージニアビーチにてだらだらと時間を浪費するなかで生まれた。彼らは楽曲のプロデュースも行っている。この楽曲は自身の楽曲「クライ・ミー・ア・リヴァー」との関連性が指摘されており、ティンバーレイクは歌詞の内容のネタについて明らかにしたものの、世間の多くは歌詞についてティンバーレイクの説明とは異なる解釈を行った。
この楽曲はアルバムからのサード・シングルとして2007年初頭にリリースされた。この曲はティンバーレイクにとって、3曲目そして3作連続でのBillboard Hot 100のナンバーワン・シングルとなった。世界各国のチャートでも、アメリカ国内でのヒットに比例して同様にヒットを記録した。またこの楽曲のミュージック・ビデオは、ショート・フィルム風の長い分数のビデオとなっている。更に「ワット・ゴーズ・アラウンド.../... カムズ・アラウンド」はRIAAよりマルチ・プラチナに認定された。
多くの批評家からこの楽曲は肯定的な評価を得ている。第50回グラミー賞では、最優秀レコード賞でノミネートされ、最優秀男性ポップ・ヴォーカル賞部門では受賞を果たしている。